# Nicoletta Marini-Maio
Nicoletta Marini-Maio (1961) è una saggista, traduttrice e italianista italiana.
Nata Nicoletta Marini, ha sposato Vittorio Maio, professore presso la Thomas Jefferson University di Filadelfia.

## Biografia
Presso l'Università di Perugia, nel 1986, si è laureata in letteratura italiana, nel 1990 ha conseguito un master per l'insegnamento della lingua italiana a stranieri e, nel 1997, si è laureata in letteratura inglese e spagnola; presso l'Università degli Studi Roma Tre nel 1998 ha ottenuto un master in pedagogia linguistica e italiana; presso l'Università della Pennsylvania nel 2001 ha conseguito un master in studi italiani e, nel 2006, ha conseguito un dottorato di ricerca nel solito ambito.
Dal 1989 al 1994 è stata insegnante di lingua italiana all'Università per stranieri di Perugia, dal 1999 al 2005 ha lavorato come professoressa aggiunta presso l'Università della Pennsylvania e si è occupata di affari culturali presso il Consolato Italiano di Filadelfia; dal 2005 è diventata professoressa di studi italiani presso il Dickinson College e nel 2010 ha ufficialmente ottenuto la cattedra.
Ha tradotto in inglese il volume Body of State (2012) di Marco Baliani e ha fondato la rivista online G/S/I Journal del Dickinson College, per cui scrive articoli.
Si occupa in particolare della connessione tra politica, media, rappresentazione culturale e popolare di genere e memoria collettiva.

## Alcune opere
- A very seductive body politic: Silvio Berlusconi in cinema, ed. Mimesis International, 2015, 116 pp, ISBN 9788857526683.
- Set the Stage!: Teaching Italian Through Theater, di Nicoletta Marini-Maio e Colleen Ryan-Scheutz, New Haven, ed. Yale University Press, 14 mag 2010, 424 pp, ISBN 9780300152753.
- Coming of age: narrazioni e percorsi di senso nella letteratura italiana contemporanea, Pisa, ed. Fabrizio Serra, 2012, 139 pp.
- Dramatic Interactions: Teaching Languages, Literatures, and Cultures Through Theater: Theoretical Approaches and Classroom Practices, ed. Cambridge Scholars Publishing, 18 gen 2011, 415 pp, ISBN 9781443827485.
- Specters are haunting Italy: left-wing terrorism and the tragic plot of the Moro affair in Italian culture, theater, and film, tesi, Ph. D. in Romance Languages University of Pennsylvania, 2006, 245 pp.[8][9]
- I Sei personaggi siamo noi: Pirandello, o la metamorfosi degli studenti nel laboratorio teatrale in italiano, in Italica, Vol. 81, No. 4 (Winter, 2004), pp. 459–482.[10]
- Incontro: corso di lingua italiana per lavoratori migranti, scritto con Alberto Mazzetti, Roma, ed. FILEF, 1990, 279 pp.